# Der Feind (Erich Maria Remarque)
Der Feind ist eine Sammlung von Erzählungen des deutschen Schriftstellers Erich Maria Remarque. Der Feind ist dabei sowohl der Name der Sammlung als auch der Name einer der Erzählungen.
Die einzelnen Texte – zwischen Erzählung und Reportage changierende Skizzen – entstanden in der ersten Hälfte des 20. Jahrhunderts und erschienen erstmals in der amerikanischen Illustrierten Collier’s in den 1930er Jahren. Da die ursprünglichen Manuskripte einiger Texte verschollen sind, basieren die deutschen Versionen einzelner Erzählungen, beispielsweise von Der Feind und Schweigen um Verdun, auf der Übersetzung aus dem Englischen. Gesammelt und auf Deutsch erschienen die Texte erst im Jahr 1993 im Verlag Kiepenheuer & Witsch (KiWi).
Von besonderer Bedeutung sind diese frühen Werke Remarques, da sie bereits zentrale Elemente seiner späteren Bestseller wie etwa Im Westen nichts Neues enthalten: die Frage, was der Krieg aus Menschen macht; die Absurdität, dass Feinde, die sich eben noch umbringen wollten, zu Freunden werden, sobald sie sich kennenlernen; das schnelle Vergessen oder Ausblenden der Brutalität des Krieges schon wenige Jahre nach Kriegsende.

## Inhalt
In Der Feind sind insgesamt zehn Erzählungen Remarques enthalten:
(Alle Zitate sind aus der Auflage von 2014 von Der Feind übernommen.)

### Jürgen Tamen
Der Erste Weltkrieg tobt. Eine Gruppe deutscher Soldaten sitzt während der Essensausgabe in ihrem Unterstand an der Front. Als ein Soldat von einem verwundeten Hund in einem Schützengraben in der Nähe berichtet, verlässt Jürgen Tamen den relativ sicheren Unterstand, um den Hund zu retten. Der Erzähler und Tamen beginnen sich anzufreunden. Der Leser erfährt von Tamens Sehnsucht nach Zuhause: Erst dreht er sich so, dass er mit dem Kopf in Richtung Deutschland schlafen kann, schließlich versucht er, Richtung Heimat zu fliehen, wird jedoch gefangen und zurück an die Front gebracht. Als er in den kommenden Wochen Wache steht, wird er von einer Granate getötet. Seine Kameraden begraben ihn mit dem Gesicht in Richtung Deutschland.

### Der junge Lehrer
Ein junger Lehrer hängt gedanklich zwischen seiner Vergangenheit als Frontsoldat des Ersten Weltkrieges bzw. seiner Zeit als Verwundeter im Lazarett und seiner jetzigen Stelle als Dorflehrer in einer kleinen norddeutschen Gemeinde. Er hat es sich in seiner „Heideeinsamkeit“ gemütlich gemacht und genießt die Ruhe und die Einfachheit des Lebens, das er nun führt.

### Der Feind
Der Feind besteht aus zwei Teilen. In Teil eins wird ein Fronturlaub beschrieben. Ludwig Breyer genießt den Frieden und die Wärme einer Woche im August. Beim Durchwandern der Ortschaft, in der er sich befindet, betritt er ein Gefangenenlager. Darin sieht er französische Soldaten – natürlich ohne Waffen. Plötzlich wird ihm bewusst, dass die „Feinde“ auch nur Menschen sind, Menschen, die erst durch Waffen zu Feinden werden.
Im zweiten Teil berichtet Breyer von seinem prägendsten Kriegserlebnis: Deutsche und französische Soldaten stehen sich in Schützengräben gegenüber. Da ihr Frontabschnitt abgesehen von sporadischem, berechenbaren Artilleriefeuer relativ ruhig ist, entspinnt sich so etwas wie eine Freundschaft zwischen den eigentlich verfeindeten Soldaten. Vorsichtig beginnen sie, kleine Geschenke wie Zigaretten auszutauschen, kriechen sogar durch offenes Feld, ohne aufeinander zu schießen. Mit diesem Frieden ist es vorbei, als ein neuer Major der deutschen Gruppe zugeteilt wird. Als ein französischer Soldat zur verabredeten Zeit aus seiner Deckung kommt, um Präsente im Niemandsland zwischen den Fronten abzulegen, befiehlt der Major zu feuern. Da der Major nichts von der Verbrüderung erfahren darf, bleibt den Soldaten nichts anderes übrig, als den ehemaligen Tauschpartner zu erschießen. Nun ist es mit dem Frieden vorbei, die „Feindseligkeiten“ werden „ordnungsgemäß fortgesetzt“, allein bis zum nächsten Morgen sterben zwölf Mann, darunter der Major.

### Schweigen um Verdun
„Schweigen um Verdun“ ist eine melancholisch-romantische Beschreibung der Landschaft, auf der ehemals die Stellungskriege des Ersten Weltkrieges tobten und den Schatzgräbern, die auf verlassenen Schlachtfeldern das Metall der Waffen und Geschosse sammeln, um es zu verkaufen.

### Karl Broeger in Fleury
Zwei wenn auch noch nicht gemachte so doch hoffnungsfrohe junge Männer fahren in einem Wagen an der Westgrenze Deutschlands entlang. Sie haben gut gegessen und aktuell scheinbar keine Sorgen. Schließlich kommen sie auf einer Art Marktplatz an, „die Todesstraßen von gestern haben sich in Boulevards mit achtbaren Nachkriegsbesuchern verwandelt.“
Die beiden Männer entscheiden sich, die Gegend zu besichtigen. Während sie über die ehemaligen Schlachtfelder wandern, wird Karl Broeger in seine Zeit als Soldat zurückversetzt. Automatisch geht er geduckter, verändert seine Gestik und spricht vom Krieg. Auch nach Verlassen seines ehemaligen Frontabschnitts kann er die Erinnerung offenbar nicht ganz ablegen und schaut weiterhin angespannt aus dem Fenster.

### Josefs Frau
Unteroffizier Josef Thiedemann kehrt körperlich unversehrt aus dem Krieg auf seinen Hof zu seiner Frau zurück. Psychisch ist er jedoch mitgenommen, wurde er durch Beschuss doch in einem Unterstand eingeschlossen und überlebte sehr knapp. Zwar erinnert er sich an seinen Hof und wo alles zu finden ist, scheint jedoch niemanden zu erkennen. Zudem ist er apathisch und lustlos. Etliche Ärzte untersuchen ihn, an seinem Zustand etwas ändern kann jedoch niemand.
Eines Tages kommt ein ehemaliger Kamerad Josefs zu Thiedemanns auf den Hof. Er weiß noch sehr genau, an welcher Stelle Josef damals verschüttet wurde. Josefs Frau beschließt, mit ihrem Mann diese Stelle ein weiteres Mal zu besuchen. Doch auch an der ehemaligen Front angekommen, ändert sich Josefs Zustand nicht. Erst als ein im Boden vergrabener Blindgänger in der Nähe explodiert, wirft Josef sich schreiend auf den Boden und verharrt dort etliche Stunden. Schließlich wacht er wie aus einem Traum auf, erkennt seine Frau und kehrt wiederhergestellt mit ihr nach Hause zurück.

### Die Geschichte von Annettes Liebe
Die Geschichte zeigt das Verhältnis Annettes zu ihrem Jugendfreund Gerhard. Mit begeistertem Jubel werden die Jungen, so auch Gerhard, an die Front verabschiedet. Annette erwartet Briefe, in denen von großen Taten und siegreichen Kämpfen berichtet wird oder wenigstens vom Alltag des Soldatenlebens. Gerhard schreibt jedoch über ihre gemeinsamen Kindheitserlebnisse. Als er im Fronturlaub nach Hause kommt und nun so aussieht, wie Annette sich einen ordentlichen Soldaten vorgestellt hat, heiratet sie ihn kurzerhand, sie siebzehn, er neunzehn. Schon vier Wochen später fällt Gerhard jedoch, Annette ist Witwe. Schließlich wird ihr klar, warum Gerhard so viel von Jugenderinnerungen, aber nie von Kriegstaten geschrieben hat. Erst jetzt versteht sie ihn und liebt ihn wirklich.

### Das seltsame Schicksal des Johann Bartok
Johann Bartok ist fünf Monate verheiratet, als der Krieg ausbricht. Er wird eingezogen und übergibt sein Installateursgeschäft seiner Frau und seinem Gehilfen. Es dauert nicht lange, da wird Bartok gefangen genommen und auf ein Schiff mit nicht genau bekanntem Ziel verfrachtet. Er und seine Mithäftlinge erlangen die Kontrolle über das Schiff, werden jedoch von einem Kriegsschiff gefasst und als Meuterer verurteilt. Bartok muss nun 15 Jahre als Gefangener auf einer Plantage Knochenarbeit leisten. Während viele seiner Kameraden sterben, überlebt Bartok und kehrt nach Hause zurück. Er stellt jedoch fest, dass seine Frau, der mitgeteilt wurden, Bartok sei gestorben, seinen ehemaligen Gehilfen geheiratet hat. Sich scheinbar damit abfindend beschließt er, noch einmal von vorne zu beginnen.

### „Ich hab die Nacht geträumet – – –“
Dezember 1917, Gerhart Brockmann ist Patient in einem Lazarett. Er träumt davon, gesund nach Hause zurückzukehren. Insbesondere von der Gesangsstunde – früher war er Lehrer gewesen – schwärmt er. Immer wieder erzählt er von seinem Lieblingslied „Ich hab die Nacht geträumet“, das seine Klasse sogar dreistimmig singen konnte. Die Zeit vergeht und es wird immer deutlicher, dass Brockmann das Lazarett nie verlassen wird. Kurz vor seinem Tod organisiert eine ebenfalls im Lazarett befindliche Lehrerin eine Gruppe Schüler, die ihm ein letztes Mal sein Lieblingslied singt. Kurz darauf stirbt Brockmann.

### Unterwegs
Auf der Suche nach Arbeit ist ein Mann als Landstreicher unterwegs. Kurz vor dem Erschöpfungstod hilft ihm ein Bauer mit etwas Essen und dem Tipp aus, dass in der Nähe Arbeiter zum Verlegen von Gleisen gesucht würden. Nachdem der Mann wieder halbwegs zu Kräften gekommen ist, nimmt er die Arbeit an. Mit der Zeit freundet er sich mit einem der Arbeiter, einem Schrank von Mann namens Heinrich Thiess, an. Es stellt sich heraus, dass Thiess ebenfalls ein Vagabundenleben führt und nie lange an einem Ort bleibt. Nachdem der Ehemann der Frau, mit der Thiess eine Affäre hat, erkrankt und bald sterben wird, macht sich der große Mann wieder auf den Weg. Bald darauf zieht auch der erste Landstreicher weiter.

## Deutsche Ausgabe
- Erich Maria Remarque: Der Feind. Erzählungen. Herausgegeben von Thomas F. Schneider, aus dem Englischen von Barbara von Bechtolsheim; Kiepenheuer & Witsch, Köln 1993.